# Şehsuvar, Elâzığ
Şehsuvar là một xã thuộc thành phố Elâzığ, tỉnh Elâzığ, Thổ Nhĩ Kỳ. Dân số thời điểm năm 2011 là 545 người.